# Днепросоюз
Днепросоюз (Днепровский союз потребительских обществ) (укр. Дніпросоюз, Дніпровський союз споживчих товариств) — объединение потребительских кооперативов, созданное в 1917 году в Киеве.

## История
Первые союзы такого типа на Украине были организованы в Киеве (1908) и Виннице (1910). Но из-за противодействия Московского союза потребительских обществ (Центросоюза) в 1913 году киевский и винницкий союзы были ликвидированы. В 1912 году в Харькове создано «Потребительское общество юга России», поле деятельности которого ограничивалось Харьковской и Екатеринославской губерниями.
На втором Всероссийском кооперативном съезде, прошедшем в 1913 году в Киеве, был поставлен вопрос об образовании украинских центров потребительской кооперации. Однако только после провозглашения кооперативного закона (20 марта 1917 года) был основан такой центр — Днепровский союз потребительских обществ. В конце 1918 года в его состав входило до 8 тысяч кооперативов и около 80 уездных и окружных союзов.
Вместе с Украинбанком и союзом «Централ» входил в ассоциацию центральных кооперативных союзов Украины.
Днепросоюз занимался поставкой галантерейных, текстильных и других товаров, создал несколько фабрик и типографию. Организовал издание журнала «Кооперативна зоря» и ряда украинских книг, в том числе учебников. Основал библиотеки, читальни, театральные кружки, кооперативную школу.
В 1920 году Днепросоюз ликвидирован органами советской власти. Вместо него в Харькове был создан Всеукраинский союз потребительских кооперативных организаций. Издательство Днепровского союза потребительских обществ действовало в Вене в 1919—1921 годах.